# Bahnbetriebswerk Eisenach
Das Bahnbetriebswerk Eisenach (abgekürzt: Bw Eisenach) ist ein Bahnbetriebswerk, das seit 1847 (seit 1926 am jetzigen Standort „Räuberloch“) existiert. Die alten Anlagen befinden sich unmittelbar am Bahnhof Eisenach und wurden 1847 gleichzeitig mit diesem in Betrieb genommen. Die ersten baulichen Anlagen bestanden aus einer Lokomotivhalle mit zwei Gleisen Drehscheibe und einer Wasserstation. Zwischen 1922 und 1926 entstand ein größerer Neubau auf einem Gelände östlich des Eisenacher Bahnhofs.

## Geschichte

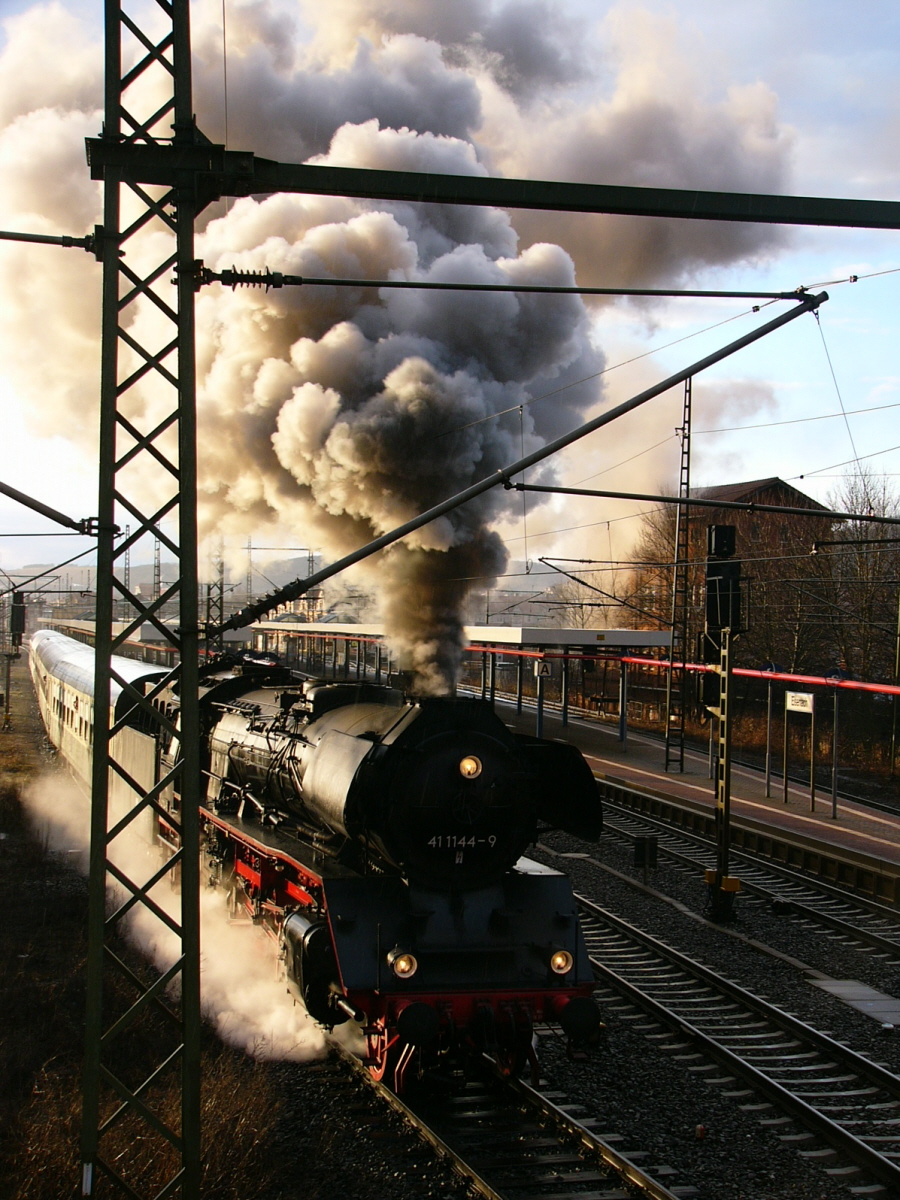
Zug am alten Bw Eisenach

Die Thüringische Eisenbahn-Gesellschaft (ThEG) nahm am 24. Juni 1847 den Streckenabschnitt Gotha–Eisenach in Betrieb. Damit war Eisenach vorerst Endstation der Thüringer Stammbahn, deren Weiterführung bis nach Gerstungen geplant war. Am 25. November 1849 wurde mit dem Abschnitt Eisenach–Gerstungen der Anschluss an das Netz der hessischen Friedrich-Wilhelms-Nordbahn-Gesellschaft hergestellt. 1858 erfolgte die Betriebsaufnahme der Werrabahn Eisenach–Meiningen–Coburg.
Damit war Bahnhof Eisenach schon sehr früh zu einem ansehnlichen Eisenbahnknoten gewachsen. Nach der Jahrhundertwende folgte noch der Bau der Strecken Wartha–Treffurt und Wutha–Ruhla und deren Einbindungen in die Thüringer Stammbahn bei Eisenach.
Die ursprünglichen Anlagen befanden sich unmittelbar am Bahnhof auf dem Gelände des heute auch aufgelassenen und nur noch als Abstellgruppe genutzten Bahnbetriebswagenwerkes an der Langensalzaer Straße. Während die ThEG Reparaturen und Untersuchungen ihrer Fahrzeuge in der Zentralwerkstatt Erfurt ausführte, war für die laufende Unterhaltung die Betriebswerkstätte Eisenach zuständig.
Als die Eisenacher Anlagen dem gewachsenen Verkehrsaufkommen nicht mehr genügten, erfolgte in den Jahren 1871 bis 1873 ein Umbau des Bahnhofs und die Errichtung einen neuen Ringlokschuppens mit Drehscheibe am alten Standort in der Stadt. Das Gebäude des Ringlokschuppens ist heute noch vorhanden und ist vom Bahnsteig 6 gut zu erkennen. Weil eine Erweiterung des Bahnbetriebswerkes im Innenstadtbereich räumlich nicht möglich war, wurde in den Jahren 1922 bis 1926 östlich des Güterbahnhofs, im sogenannten „Räuberloch“ ein völlig neues Bahnbetriebswerk mit Ringlokschuppen, 27-m–Drehscheibe, Wagenhalle und Verwaltungs- und Nebengebäuden errichtet. Zwischen 1974 und 1980 wurden auch diese Anlagen grundlegend umgebaut. Der alte, dunkle Ringlokschuppen musste einer modernen, 20-ständigen Stahl-Glas-Konstruktion mit sieben Werkstattgleisen für die schwere Instandhaltung von Großdiesellokomotiven weichen. Dabei entstanden auch ein fünfstöckiges Sozialgebäude, ein neues Heizwerk und eine Großtankanlage. Auch die Lehrwerkstatt und die Materiallager wurden modernisiert. Später folgte noch der Bau einer Fahrzeugwaschanlage.
Die Deutsche Bahn AG hat nach der Schließung des Bahnbetriebswerkes Eisenach 1994 die Anlagen im Jahr 2004 verkauft. Die gesamten Liegenschaften am „Räuberloch“ befinden sich heute im Eigentum der Firmengruppe Uwe Adam. Durch die neue Eigentümerin wurde das Gelände weitestgehend bereinigt. Die alten Kohlenbansen und große Teile der aufgeständerten Fernwärmeleitungen verschwanden bereits bis 2007. Seit dem Auszug der DBAG standen auch das Sozialgebäude und das Verwaltungsgebäude nebst Wasserturm leer und wurden im Mai 2009 abgerissen. Das ehemalige Braunkohleheizwerk beherbergt nun eine Entsorgungsfirma und die angrenzenden Fahrzeuggaragen, in denen auch die Betriebsfeuerwehr stand, nutzt heute ein Verein zur Erhaltung historischer IFA-Nutzfahrzeuge.
Der Lokschuppen und das Kerngelände werden durch die Adam Serviceeinrichtung GmbH weiter als Bahnbetriebswerk für Wartungs- und Reparaturarbeiten an Schienenfahrzeugen aktiv genutzt. In den letzten Jahren wurde der Lokschuppen- und Werkstattbereich energetisch saniert, modernisiert und weiteres Fachpersonal eingestellt. Ein großer Lokomotivhersteller und viele Eisenbahnunternehmen nutzen zunehmend den günstig gelegenen Standort für die Wartung, Reinigung und Instandsetzung ihrer Schienenfahrzeuge. 2019 wurde die 27-m-Drehscheibe grundhaft saniert. Eine Erweiterung der technischen Anlagen für die schwere Instandhaltung ist in Planung.
In der ehemaligen Wagenhalle ist die Betriebswerkstatt des IGE Werrabahn Eisenach e.V. ansässig. Zum Fahrzeugbestand des 1986 gegründeten Vereins gehören neben einigen Wagen und Sonderfahrzeugen die betriebsfähige Dampflokomotive 41 1144. Weiterhin sind dort  mehrere LVT 2.09 (772 149 mit 972 749 als ehemalige Eisenacher Einheit und 772 158) beheimatet, die sich in Privatbesitz befindet. Ein Museumsbetrieb findet nicht statt.

## Großdienststelle

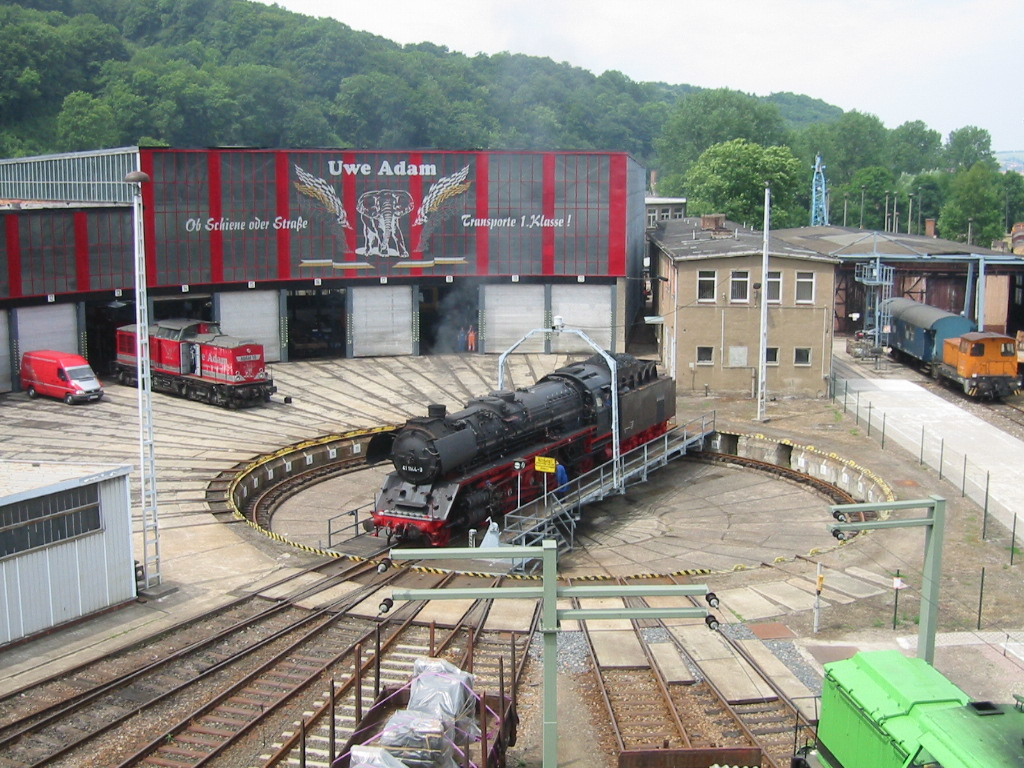
27-m-Drehscheibe vor dem Eisenacher Ringlokschuppen, rechts die ehemalige E-Werkstatt, ganz rechts die Wagenhalle, Zustand 2003

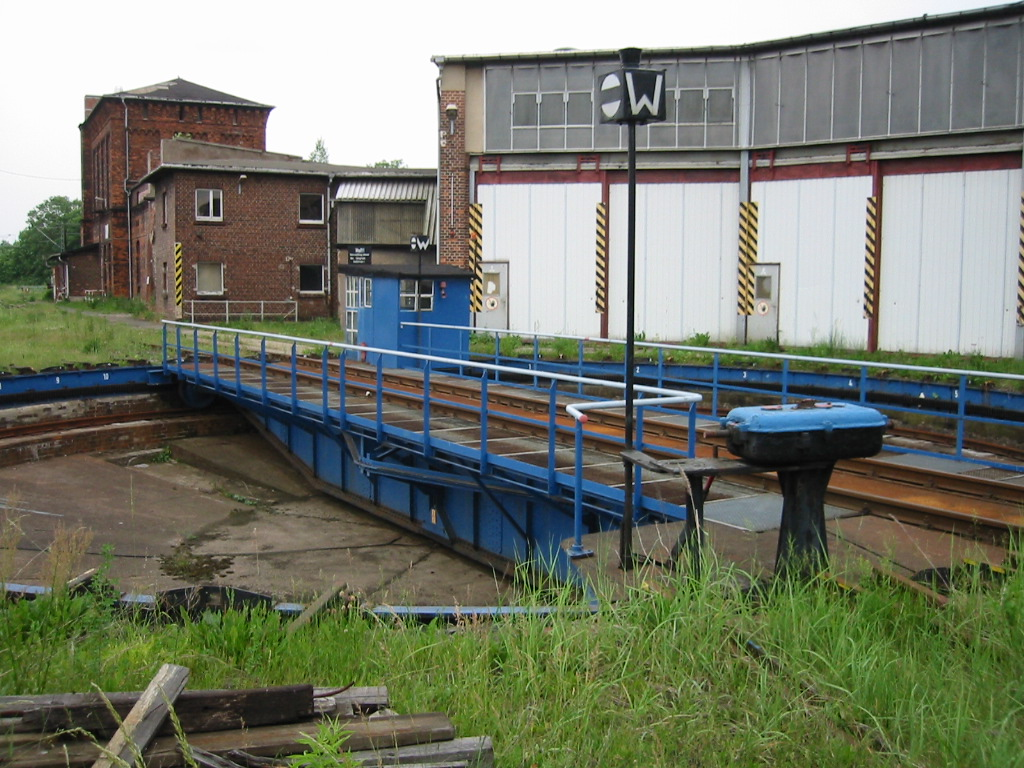
Aufgelassene Einsatzstelle Gotha

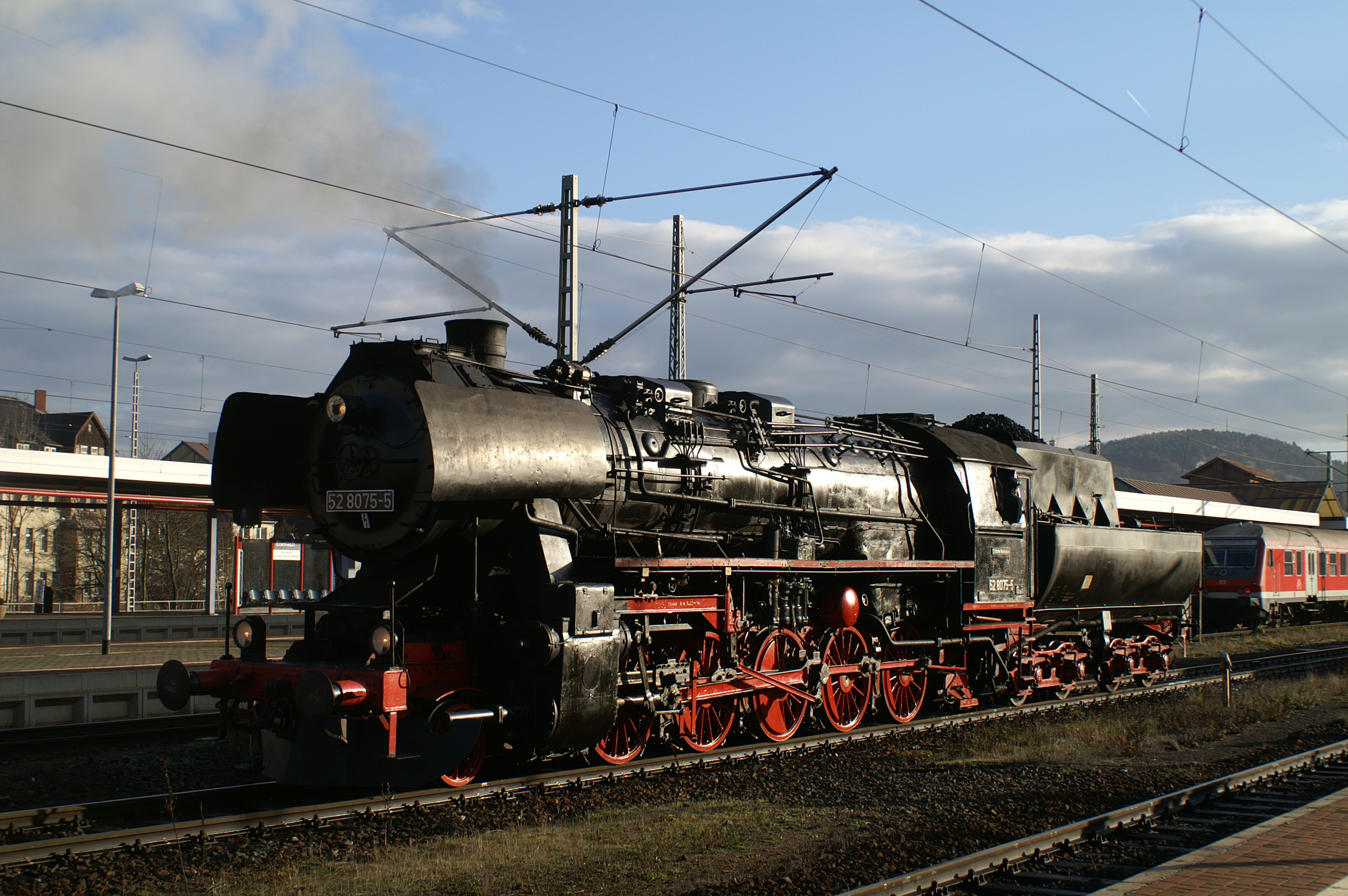
Ehemalige Dampflokomotive 52 8075 des IGE Werrabahn Eisenach, 2006

Am 1. April 1974 strukturierte die Deutsche Reichsbahn das Bahnbetriebswerk Eisenach zur Großdienststelle um. Dabei wurden die ehemaligen Bahnbetriebswerke Gotha und Vacha als eigenständige Dienststellen aufgelöst und als Einsatzstellen des Bw Eisenach weitergeführt. Bereits 1952 löste die DR das bis dahin eigenständige Bw Gerstungen auf und ordnete es dem Bw Eisenach zu. In Vacha und Gotha wurden weiterhin Reparaturen an Schienenfahrzeugen durchgeführt. Während die Einsatzstelle Gotha auf Triebwagen DR-Baureihe 171 und 172 und Dieselloks bis zur DR-Baureihe 110 und 112 spezialisiert wurde, erfolgte in der Großdienststelle Eisenach die Wartung und Instandhaltung aller Großdiesellokomotiven sowie der in Eisenach eingesetzten Rangierlokomotiven. Dafür waren umfangreiche technische Anlagen (Krananlagen, Achssenke, Ölwechsel- und Separationsanlage, Waschanlage und Putzgerüst) vorhanden. In der Einsatzstelle Vacha wurden ebenfalls Wartungs- und Instandhaltungsarbeiten an Rangier- und Großdiesellokomotiven durchgeführt, wofür ebenfalls alle benötigten technischen Anlagen zur Verfügung standen. Das Bw Eisenach diente mit seinen damals noch vorhandenen Anlagen für die Dampflokversorgung als Wende- und Zuführungsstelle für Probe- und Zuführungsfahrten zum Raw Meiningen. Die Lokeinsatzstellen oder Lokbahnhöfe Gerstungen, Mühlhausen und Bad Tennstedt sowie die beiden Lokstandorte dienten nur der Beheimatung örtlich benötigter Lokomotiven und Triebwagen.
Außenstellen des Bw Eisenach:
- Einsatzstelle Gotha
- Einsatzstelle Vacha
- Lokeinsatzstelle Gerstungen
- Lokeinsatzstelle Mühlhausen
- Lokeinsatzstelle Bad Tennstedt
- Lokstandort Bad Langensalza
- Lokstandort Bad Salzungen
- Stahlbau Vacha

## Fahrzeugbestand
Die ersten in Eisenach beheimateten Lokomotiven wurden mit der Betriebsaufnahme von der englischen Lokomotivfabrik George Stephenson und vom Berliner August Borsig beschafft. Zur Bewältigung des ständig steigenden Verkehrsaufkommens wurden 1868 die ersten Dreikuppler (Achsfolge C) angeschafft. Mit Übernahme der ThEG durch die Preußische Staatsbahn am 1. Juli 1886 übernahmen Preußische P 2, P 3 und P 4 und P 4.2 sowie Güterzuglokomotiven der Gattungen G 3, G 4.2, G 7.1 und G 7.2 die Zugförderung. Den Rangierdienst erledigten kleine Tenderloks der Bauart T 3.
Nach der Jahrhundertwende waren in Eisenach hauptsächlich Preußische P 8 (Baureihe 38), P 10 (Baureihe 39) und G 12 (Baureihe 58) anzutreffen. Letztgenannte Maschinen wurden bis Ende des Zweiten Weltkrieges komplett durch die Baureihe 43 ersetzt. Der 39er-Bestand stieg auf 12 Stück, sodass 1945 insgesamt 39 Lokomotiven in Eisenach verzeichnet waren. Bis 1965 veränderte sich die Bestandsliste wenig. Es waren weiterhin die Baureihen 38, 39, 43, 44, 55, 57, 58 beheimatet. Lokomotiven der Baureihe 93 und 94 bedienten die Nebenbahnen und rangierten.
1964 wurde dem Bw Eisenach mit V 60 1242 die erste Diesellokomotive zugeteilt. Neben den bereits erwähnten Baureihen waren 1965 auch acht Lokomotiven der Baureihe 41 im Bestand von insgesamt 44 Triebfahrzeugen. In den darauffolgenden Jahren erfolgte eine verstärkte Zuweisung von Diesellokomotiven der Baureihen V 60, V 180 und V 200. 1971 endete im Bahnbetriebswerk Eisenach der planmäßige Dampfbetrieb. Dieser für die Deutsche Reichsbahn recht frühe Zeitpunkt ist im Zusammenhang mit den steigenden Kalitransporten, der Nähe der Innerdeutschen Grenze und den Betriebsabläufen des Grenzbahnhofes Gerstungen zu sehen. Nach Bildung der Großdienststelle wuchs der Triebfahrzeugbestand auf 125 Lokomotiven. Mittlerweile fanden sich alle zu dieser Zeit bei der DR eingesetzten Diesellokbaureihen auf der Bestandsliste. Die letzten, als Heizlokomotiven eingesetzten Dampflokomotiven waren als 41 1200, 95 0010 und 95 0045 bis 1979 noch vorhanden. Später wurden wieder als „provisorisch mobile Heizanlagen“ umgebaute Maschinen der Baureihe 44 stationiert. Den höchsten Triebfahrzeugbestand erreichte die Dienststelle 1991 mit 149 beheimateten Lokomotiven.
In vorstehender Aufzählung wurden allerdings Triebwagen nicht berücksichtigt. Diese waren immer in der Einsatzstelle Gotha beheimatet.

## Personaleinsatz
Über die Personalsituation in den Anfangsjahren bis zum Ende des Zweiten Weltkrieges gibt es so gut wie keine Informationen. Die Personallage bei der Deutschen Reichsbahn war von Anfang an über den gesamten Zeitraum ihres Bestehens angespannt. Deshalb begann man bereits mit Schuljahresbeginn 1947 im Bahnbetriebswerk mit der Ausbildung von Lehrlingen, um Nachwuchskräfte heranzuziehen. Dafür wurden frühzeitig zwei Räume hergerichtet. 1950 nahmen die Eisenacher Eisenbahner eine in Eigenleistung gebaute Baracke in Betrieb und verbesserten so die Ausbildungsmöglichkeiten. 1980 erfolgte die Einweihung einer komplett neuen Lehrwerkstatt, in der Fahrzeugschlosser und Triebfahrzeugelektriker eine Ausbildung erhielten. Später ergänzte sogar ein Computerkabinett diese Einrichtung. Auch die Durchführung des in der DDR-Schulausbildung üblichen Unterrichtstag in der Produktion (UTP), ab der 7. Klasse konnte hier nunmehr durchgeführt werden. Entsprechende Verträge schloss die Abteilung Volksbildung des Kreises Eisenach mit dem Bahnbetriebswerk ab.
Den höchsten Personalbestand verzeichnete die Großdienststelle 1987 mit insgesamt 1.052 Mitarbeitern und 92 Lehrlingen (Auszubildende). Mit der Gründung der Deutschen Bahn AG im Jahr 1994 war der Personalbestand bereits auf 523 Beschäftigte zusammengeschmolzen.